# Mount Wister
Der Mount Wister ist ein 3502 m hoher Berg im Grand-Teton-Nationalpark im Westen des US-Bundesstaates Wyoming und ist Teil der Teton Range in den Rocky Mountains. Der Mount Wister erhebt sich in der südlichen Teton Range zwischen den zwei Ausläufern des Avalanche Canyons und liegt östlich des Veiled Peak und ca. 1,3 km nördlich des Buck Mountain. Der Avalanche Canyon teilt sich östlich des Mount Wister in den South Fork und den North Fork. Im North Fork liegen die Bergseen Snowdrift Lake und Lake Taminah. Die Erstbesteigung des Berges erfolgte im Jahr 1928 durch Phil Smith. Die Erstbegehung der Nordwand gelang im Jahr 1952 Willi Unsoeld, Bea Vogel und Leigh Ortenburger.
Benannt wurde der Berg nach Owen Wister, einem amerikanischen Schriftsteller, der die Gegend um Jackson Hole in den späten 1800er Jahren häufig besuchte.